# مادران و دختران (فیلم ۲۰۱۶)
مادران و دختران (انگلیسی: Mothers and Daughters) یک فیلم در ژانر درام به کارگردانی نایجل لوی است که در سال ۲۰۱۶ منتشر شد.

## بازیگران
- سوزان ساراندون
- کریستینا ریچی
- پل وسلی
- شارون استون
- اوا اموری
- کورتنی کاکس
- پل آدلستین
- سلما بلر
- میرا سوروینو
- الیزابت دیلی
- لوک میچل
- ناتالیا بورن
- گیلز مارینی
- آشانتی